# Menhire von Terriers
Die Menhire von Terriers (französisch Les Menhirs des Terriers) stehen zwischen Korkeichen, etwa südöstlich der Stadt Les Arcs (auch Les Arcs sur Argens genannt) im Département Var in der Provence in Frankreich.
Die neun, auch als Steinkreis bezeichneten, überaus schlanken Menhire wurden 1991 entdeckt. Die Anlage besteht aus sechs kleineren (etwa 2,0 × 0,15 m) und drei großen (etwa 3,0 × 0,2 m) stelenartigen Menhiren, deren Gewicht zwischen 300 kg und einer Tonne variiert. Der Ort wurde zwischen dem Beginn des 4. und dem Ende des 3. Jahrtausend v. Chr. genutzt.